# Rudolf Drawe

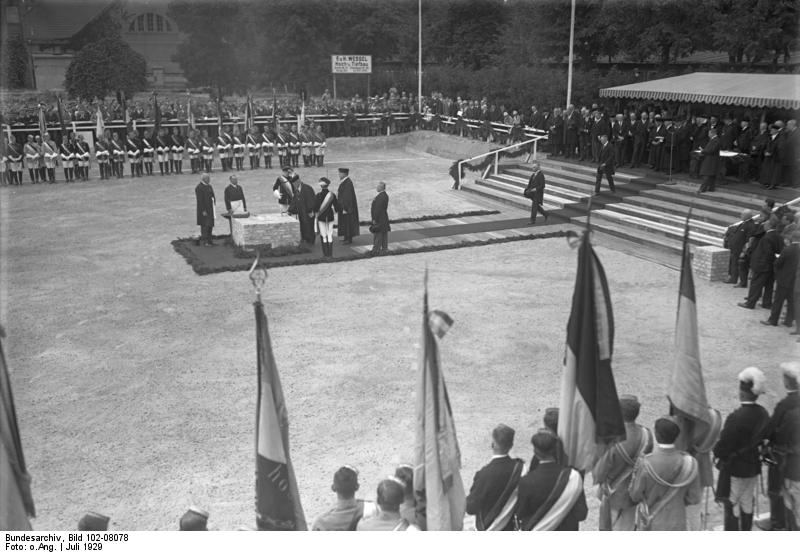
Rudolf Drawe vollzieht als Rektor die ersten drei Hammerschläge bei der feierlichen Grundsteinlegung des Erweiterungsbaues der Technischen Hochschule in Berlin, Juli 1929.

Rudolf Drawe (* 14. Januar 1877 in Saarbrücken; † 25. Oktober 1967 in Berlin) war ein deutscher Professor der Brennstofftechnik und Rektor der TH Berlin-Charlottenburg.

## Leben
Rudolf Drawe wurde als Sohn des Rudolf Drawe und der Sophie geb. Reinhold in Saarbrücken geboren. Nach Besuch des dortigen Gymnasiums studierte er Maschinen-Ingenieurwesen an der TH Berlin-Charlottenburg, wo er im Studienjahr 1901/1902 die Hauptprüfung ablegte. Von 1902 bis 1908 war er als Ingenieur und später Oberingenieur bei der Firma Ehrhardt & Sehmer in Saarbrücken tätig, wo er zusammen mit Theodor Ehrhardt Großgasmaschinen insbesondere für die Stahlindustrie entwickelte. Nach einem Jahr als Technischere Direktor und Vorstand bei der Maschinen-Fabrik A. Thyssen & Co. in Mülheim an der Ruhr wurde er 1909 Technischer Direktor und Mitglied des Vorstandes von Ehrhardt & Sehmer.
1915 wurde er aus der Industriepraxis heraus zum Ordinarius für Brennstofftechnik an die TH Berlin-Charlottenburg berufen. Er nahm das Lehramt 1919 auf und übte es ununterbrochen bis 1952 aus. Seine Arbeitsschwerpunkte waren Verbrennkraftmaschinen, Dampfkessel und Brennstoffveredelung. Drawe war maßgeblich an der Entwicklung der Vergasung von Braunkohle unter Druck mit Sauerstoff-Wasserdampf-Gemischen, dem heute als Sasol-Lurgi dry bottom process bekannten Verfahren, beteiligt. Unter seiner Leitung erfolgte die wissenschaftliche Begleitung und Bearbeitung des von Lurgi 1927 patentierten Prozesses. Rudolf Drawe gilt als einer der Väter der modernen Brennstoffvergasung. Er war Dekan und von 1929 bis 1930 Rektor der TH Berlin-Charlottenburg.
Neben seiner wissenschaftlichen Tätigkeit war Rudolf Drawe Mitglied des Aufsichtsrates der deutschen Schiff- und Maschinenbau AG in Bremen, der Maschinenbau AG vorm. Ehrhardt & Sehmer in Saarbrücken und der Baroper Walzwerk AG in Dortmund-Barop.
In Würdigung seiner Verdienste wurde Drawe zum Ehrensenator der Technischen Universität Berlin ernannt. 1949 wurde er Ehrenmitglied der Deutschen Vereinigung des Gas- und Wasserfaches e. V. (DVGW). 1938 erhielt er den estnischen Orden des weißen Sterns. 1953 wurde er mit dem Großen Bundesverdienstkreuz des Verdienstordens der Bundesrepublik Deutschland ausgezeichnet. Ihm zu Ehren benannte die Technische Universität Berlin das Institut für Brennstofftechnik „Rudolf-Drawe-Institut für Brennstofftechnik“.
Rudolf Drawe war Angehöriger der Weinheimer Corps Pomerania-Silesia, Berolina und Saxonia-Berlin. Er war auch Mitglied des Vereins Deutscher Ingenieure (VDI).

## Schriften
- Konstruktive Einzelheiten an doppelt wirkenden Viertakt-Gasmaschinen, in: Stahl & Eisen, 1910, Nr. 6/7
- Economy and Design of modern Reversing Rolling-Mill Steam Engines, in: Journal of the Iron and Steel Institute, 1910, Nr. 1 (zusammen mit Eduard G. Sehmer)
- Neue Wege der Schwelung und Vergasung, Bericht über die Sauerstoffvergasung in Tegel, in: Braunkohle, 1927, S. 573
- Starkgas durch Brennstoffvergasung mit Sauerstoff, in: Das Gas- und Wasserfach, 76. Jahrgang, 1933, Heft 28, S. 541/545
- Veredelte heimische Brennstoffe., Vereinigung alter Berliner Bergakademiker, 1935
- Wege zur gesteigerten Brennstoffveredelung, in: Das Gas- und Wasserfach, 80. Jahrgang, 1937, S. 906/10
- Erfolge der Druckvergasung mit Sauerstoff, in: Archiv für Wärmewirtschaft und Dampfkesselwesen, 19. Jahrgang, 1938, Heft 8, S. 201/03
- Grundbedingung der Vergasung, in: Das Gas- und Wasserfach, 85. Jahrgang, 1942, S. 184/191, 252 (zusammen mit Sergei Traustel)
- Wirtschaftliche Verwertung der Braunkohle durch Veredelung, 1949, in: Bergbau und Energiewirtschaft.
- Die Bedeutung der Braunkohle für die neuzeitliche Brennstoffveredelung, 1951, in: Braunkohle, Wärme und Energie.